# GISAID
GISAID (Global Initiative on Sharing Avian Influenza Data) er et globalt videnskabsinitiativ igangsat 2008 for at give åben adgang til data om influenzavirus
og coronavirus, herunder den der forårsagede COVID-19.
10. januar 2020 blev den første komplette genomsekvens af SARS-CoV-2 gjort tilgængelig på GISAID. Også udviklingen af de første vacciner og de test, der blev brugt til at diagnosticere for virussen. 
GISAID betragtes som et værktøj til spredning af data om udbrud, ikke mindst under H1N1-pandemien i 2009, H7N9-pandemien i 2013
og coronaviruspandemien 2019 og flg.
GISAIDs bidrag til verdens sundhed ('global health') blev 2017 anerkendt af sundhedsministrene fra G20.